# Cliffortia paucistaminea
Cliffortia paucistaminea es una especie de planta del género Cliffortia, perteneciente a la familia Rosaceae.

## Taxonomía
Cliffortia paucistaminea fue descrita por August Henning Weimarck en 1933.

## Distribución
Se encuentra en el territorio de las Provincias del Cabo, Estado Libre, KwaZulu-Natal, Lesoto y las Provincias del Norte.